# Elder Glacier
Elder Glacier är en glaciär i Antarktis. Den ligger i Östantarktis. Nya Zeeland gör anspråk på området. Elder Glacier ligger 112 meter över havet.
Terrängen runt Elder Glacier är varierad. Trakten är obefolkad. Det finns inga samhällen i närheten. 